# New Town
Le new town sono sorte in Inghilterra a partire dal 1947 per controllare la crescita preoccupante di Londra. Le new town inglesi sono ben collegate con la capitale tramite servizi ferroviari e autostradali, e provviste di tutti i servizi, dai cinema alle università. Ci vivono attualmente circa due milioni e trecentomila persone. Le new town seguono generalmente lo stesso schema urbanistico: al centro si trova un'area amministrativa-commerciale, circondata interamente da quartieri residenziali, separati da parchi e piccole aree agricole caratterizzati da colorate villette a schiera con il tradizionale giardino (da cui il nome; in verità Ebenezer Howard, inventore della "città giardino", intendeva, usando tale termine, qualcosa di più sostanziale e complessivo). Le new town hanno conosciuto un successo internazionale e il loro modello è stato esportato in tutto il mondo.

## La storia
Il concetto di città-giardino fu usato per la prima volta a New York, nel 1869 per indicare un sobborgo caratterizzato da case con giardino e venne teorizzato con precisione da Sir Ebenezer Howard, che lo applicò concretamente con la costruzione di Letchworth (1903) e Welwyn (1919). A partire dagli anni quaranta venne applicato nella costruzione delle new town inglesi, fra cui possiamo annoverare la città di Harlow. Il successo di queste ultime ha diffuso nel mondo il progetto delle new town. Tra le più famose i "goroda-sputnika" di Mosca, finanziate dall'ex Unione Sovietica, il "forstader" in Svezia, in Danimarca e in Giappone.

## Pro e contro le new town
I pareri degli urbanisti e degli architetti sono discordanti riguardo al modello delle new town. Gli ideatori e i suoi sostenitori hanno sempre sostenuto che le "new town" garantiscono ai suoi abitanti un ambiente ideale perché uniscono le comodità cittadine (presenti nella new town e comunque sempre vicina e ben collegata alla metropoli) all'amenità e alla pulizia della campagna, in quanto buona parte del territorio della new town è tenuto a parchi e giardini. Ma per molti architetti le new town rappresentano una sorta di ghetti moderni con edifici di scarso valore architettonico e soluzioni urbanistiche banali.